# Trn (Široki Brijeg)
Pour les articles homonymes, voir Trn.
Trn (en cyrillique : Трн) est une localité de Bosnie-Herzégovine. Elle est située sur le territoire de la Ville de Široki Brijeg, dans le canton de l'Herzégovine de l'Ouest et dans la fédération de Bosnie-et-Herzégovine. Selon les premiers résultats du recensement bosnien de 2013, elle compte 2 545 habitants.

## Géographie
La localité est située au bord de la rivière Ugrovača, un affluent de la Lištica.

## Démographie

### Évolution historique de la population dans la localité
| 1948 | 1953 | 1961 | 1971 | 1981 | 1991  | 2013  |
| ---- | ---- | ---- | ---- | ---- | ----- | ----- |
| -    | -    | 463  | 751  | 820  | 1 274 | 2 545 |

|  |

### Communauté locale
En 1991, la communauté locale de Trn comptait 1 675 habitants, dont 1674 Croates (99,94 %).